# Sillano
Sillano is een gemeente in de Italiaanse provincie Lucca (regio Toscane) en telt 767 inwoners (31-12-2004). De oppervlakte bedraagt 62,2 km², de bevolkingsdichtheid is 12 inwoners per km².

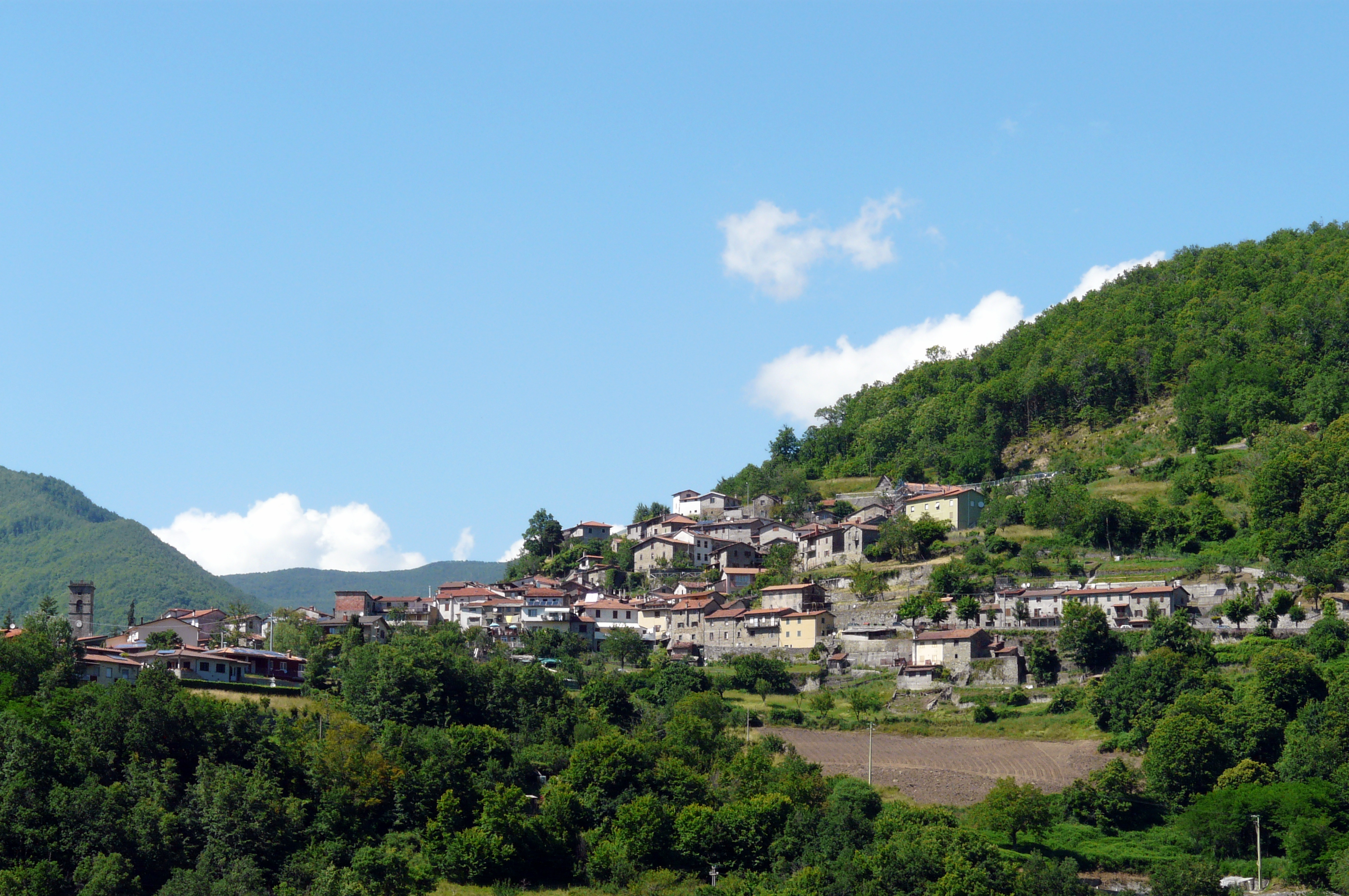
Sillano
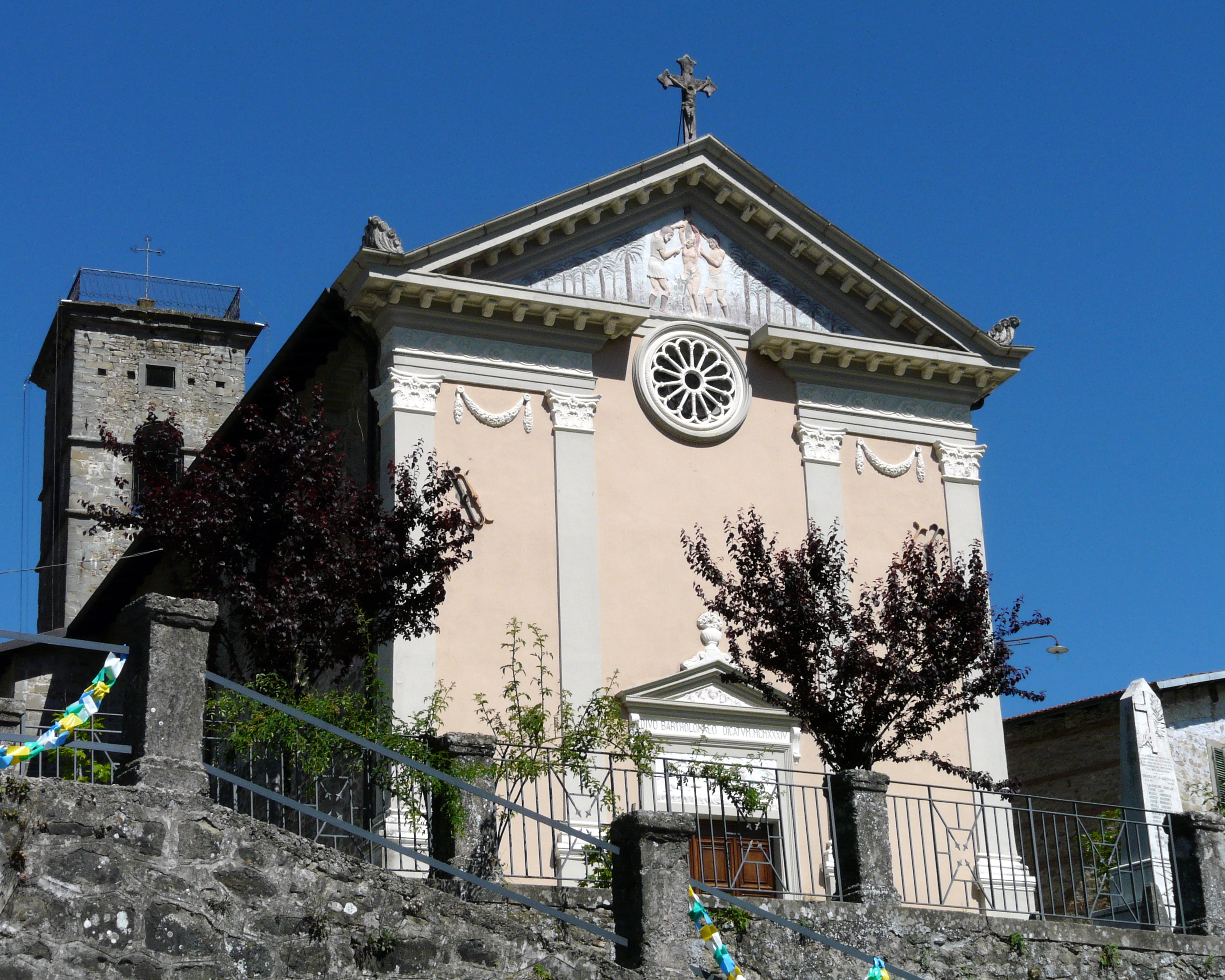
Kerk van San Bartolomeo in Sillano

## Demografie
Sillano telt ongeveer 328 huishoudens. Het aantal inwoners daalde in de periode 1991-2001 met 1,0% volgens cijfers uit de tienjaarlijkse volkstellingen van ISTAT.
| Jaar | Inwoneraantal |
| ---- | ------------- |
| 1991 | 792           |
| 2001 | 784           |

## Geografie
De gemeente ligt op ongeveer 735 m boven zeeniveau.
Sillano grenst aan de gemeenten Fivizzano (MS), Giuncugnano, Piazza al Serchio, San Romano in Garfagnana, Villa Collemandina, Ventasso (RE) en Villa Minozzo (RE).
Altopascio · Bagni di Lucca · Barga · Borgo a Mozzano · Camaiore · Camporgiano · Capannori · Careggine · Castelnuovo di Garfagnana · Castiglione di Garfagnana · Coreglia Antelminelli · Fabbriche di Vallico · Forte dei Marmi · Fosciandora · Gallicano · Giuncugnano · Lucca · Massarosa · Minucciano · Molazzana · Montecarlo · Pescaglia · Piazza al Serchio · Pietrasanta · Pieve Fosciana · Porcari · San Romano in Garfagnana · Seravezza · Sillano · Stazzema · Vagli Sotto · Vergemoli · Viareggio · Villa Basilica · Villa Collemandina